# Chiamata efficace
La chiamata efficace è una dottrina soteriologica della teologia cristiana (nell'ambito dell'applicazione della redenzione), particolarmente associata al Calvinismo. Essa insegna che quando l'annuncio dell'Evangelo raggiunge gli eletti essi vi rispondono positivamente e volentieri perché lo Spirito Santo opera su di essi portandoli efficacemente al ravvedimento ed alla fede in Gesù Cristo. La chiamata dell'Evangelo va così a buon fine ed è quindi efficace.

## Esposizione della dottrina
Per comprendere il significato di chiamata efficace bisogna intendere che cosa sia l'appello generalizzato dell'Evangelo. Esso può essere definito come "Quell'atto della grazia di Dio per il quale Egli invita i peccatori ad accogliere la salvezza che viene loro offerta in Gesù Cristo". Essa ha un duplice carattere, sia esteriore che interiore.
Un appello "esteriore". Esso consiste nella presentazione ed offerta della salvezza in Cristo ai peccatori, insieme con un'accorata esortazione ad accogliere Cristo per fede, al fine di ottenere il perdono dei peccati e la vita eterna. Esso contiene, quindi, tre elementi: 
- la presentazione dei fatti e delle idee dell'Evangelo;
- un invito a ravvedersi e a credere in Gesù Cristo, e
- una promessa di perdono e di salvezza.

La promessa è sempre condizionale: il suo adempimento può essere atteso solo in presenza di fede e ravvedimento autentici. L'appello esteriore è universale nel senso che esso giunge ad ogni essere umano al quale l'Evangelo è predicato. Non è limitato ad età, nazione, o classe, e giunge sia ai reprobi che agli eletti. Questo appello, naturalmente, dato che proviene da Dio, viene pronunciato in totale buona fede. Esso chiama onestamente tutti i peccatori alla fede, desiderando che accettino l'invito, ed in ogni sincerità promette vita eterna a coloro che si ravvedono e credono. Nell'appello esteriore Iddio afferma i Suoi diritti sul peccatore. Se una persona non accoglie l'appello, essa fa un affronto a Dio stesso ed aumenta solo la propria colpevolezza. Esso è pure il mezzo stabilito per cui Dio raccoglie gli eletti da tutte le nazioni e deve essere considerato come una benedizione per i peccatori, sebbene essi la possano trasformare in maledizione. Infine, essa pure serve per giustificare Dio nella condanna dei peccatori. Se essi ignorano o disprezzano l'offerta di salvezza, la loro colpa viene ancor più evidenziata, si rendono inescusabili.
Un appello interiore. Sebbene il Calvinismo distingua due aspetti dell'appello di Dio, esso non è che uno solo. L'appello interiore è, in realtà, l'appello esteriore reso efficace dall'opera dello Spirito Santo. Esso sempre giunge al peccatore attraverso l'annuncio della Parola di Dio, applicata in modo salvifico dallo Spirito Santo. A differenza dall'appello esteriore, è solo una chiamata potenziata ad essere efficace ai fini della salvezza. Inoltre si tratta di un appello "senza pentimento", una cioè non soggetto a cambiamento, non verrà mai ritirato. La persona chiamata sarà salvata in modo certo e sicuro. Lo Spirito opera attraverso la predicazione della Parola di Dio, rendendo efficace la Sua opera di persuasione, cosicché chi ascolta, ascolti la voce del suo Dio. Esso si rivolge all'intelletto illuminato dallo Spirito Santo, che lo rende consapevole d'esso. L'appello, poi, è sempre finalizzato. È un appello alla comunione con Gesù Cristo, per ereditarne benedizione, libertà, pace, santità, un'unica speranza, vita eterna ed il regno e gloria di Dio.

### Alcuni testi biblici di appoggio
- Atti 13:48 - "Gli stranieri, udendo queste cose, si rallegravano e glorificavano la Parola di Dio; e tutti quelli che erano ordinati a vita eterna, credettero".
- Romani 1:7 - "...a quanti sono in Roma, amati da Dio, chiamati a essere santi, grazia a voi e pace da Dio nostro Padre, e dal Signore Gesù Cristo".
- Romani 8:28-30 - "Or sappiamo che tutte le cose cooperano al bene di quelli che amano Dio, i quali sono chiamati secondo il suo disegno. Perché quelli che ha preconosciuti, li ha pure predestinati a essere conformi all'immagine del Figlio suo, affinché egli sia il primogenito tra molti fratelli; e quelli che ha predestinati li ha pure chiamati; e quelli che ha chiamati li ha pure giustificati; e quelli che ha giustificati li ha pure glorificati".
- Romani 11:29 - "i carismi e la vocazione di Dio sono irrevocabili".
- 1 Corinzi 1:2,23,24  - "alla chiesa di Dio che è in Corinto, ai santificati in Cristo Gesù, chiamati santi, con tutti quelli che in ogni luogo invocano il nome del Signore nostro Gesù Cristo, Signore loro e nostro ... ma noi predichiamo Cristo crocifisso, che per i Giudei è scandalo, e per gli stranieri pazzia; ma per quelli che sono chiamati, tanto Giudei quanto Greci, predichiamo Cristo, potenza di Dio e sapienza di Dio".
- 1 Pietro 2:9 - "Ma voi siete una stirpe eletta, un sacerdozio regale, una gente santa, un popolo che Dio si è acquistato, perché proclamiate le virtù di colui che vi ha chiamati dalle tenebre alla sua luce meravigliosa".
- 1 Pietro 5:10 - "Or il Dio di ogni grazia, che vi ha chiamati alla sua gloria eterna in Cristo, dopo che avrete sofferto per breve tempo, vi perfezionerà egli stesso, vi renderà fermi, vi fortificherà stabilmente".
- Giuda 1 - "Giuda, servo di Gesù Cristo e fratello di Giacomo, ai chiamati che sono amati in Dio Padre e custoditi da Gesù Cristo".
- Apocalisse 17:14 - "Combatteranno contro l'Agnello e l'Agnello li vincerà, perché egli è il Signore dei signori e il Re dei re; e vinceranno anche quelli che sono con lui, i chiamati, gli eletti e i fedeli".

## La chiamata nel Nuovo Testamento
Nel Nuovo Testamento questo concetto è espresso da: καλέω [kaleo], κλῆσις [klēsis] e κλητός [klētos].
Il verbo greco καλέω [kaleo] è usato in diversi modi:
- Chiamare con la voce (Giovanni 10:3; Marco 1:21);
- Convocare con autorità (Atti 4:18; 24:2).
- Invitare (Matteo 22:3; 9:13; 1 Timoteo 6:12).
- La chiamata efficace dello Spirito Santo (Romani 8:28-30; 1 Pietro 2:9; 5:10).
- La nomina ad un ufficio (Ebrei 5:4).
- Dare un nome (Matteo 1:21).

Il termine κλῆσις [klēsis] ricorre 11 volte nel Nuovo Testamento ed in ciascun caso indica la chiamata efficace dello Spirito Santo, con l'eccezione di 1 Corinzi 7:20 dov'è usata come sinonimo di professione, condizione o statuto sociale.
Il termine κλητός [klētos] ricorre 10 volte nel Nuovo Testamento. È usato per significare:
- Coloro che sono nominati ad un ufficio (Romani 1:1).
- Coloro che ricevono la chiamata esteriore della Parola (Matteo 22:16).
- Coloro che sono chiamati in modo efficace (Romani 1:7; 8:28; 1 Corinzi 1:2,24; Giuda 1; Apocalisse 17:14).

Il termine stesso ἐκκλησία [ekklēsia] (chiesa), che designa la comunità dei fedeli, gli eredi della Promessa, significa, etimologicamente coloro che sono chiamati, il corpo costituito dalla "chiamata".

## Affermazioni formali
La Confessione di fede di Westminster tratta della chiamata efficace al capitolo 11, ed afferma:
- 1. Piace a Dio di chiamare efficacemente, in un momento fissato ed accettevole, coloro che sono predestinati a vita. Essi vengono chiamati per mezzo della sua Parola e del suo Spirito dallo stato di peccato e di morte in cui si trovano per natura a quello di grazia e di salvezza per mezzo di Gesù Cristo. Egli illumina le loro menti spiritualmente e in modo salvifico perché possano capire le cose di Dio e sostituisce i loro cuori di pietra con un cuore di carne. Rinnova la loro volontà e per mezzo della sua onnipotenza fa sì che desiderino e seguano ciò che è buono). Li attira efficacemente a Gesù Cristo. Tuttavia, mentre essi si avvicinano in tutta libertà, vengono resi ben disposti per mezzo della sua grazia.
- 2. Questa chiamata speciale proviene unicamente dalla grazia libera e speciale di Dio e non è motivata da alcunché che nell'uomo lo renda degno), anzi, in essa l'uomo rimane totalmente passivo fintanto che, risvegliato e rinnovato dallo Spirito Santo, egli è così posto in grado di rispondere a questa chiamata, e di ricevere la grazia offerta e comunicata in esso.
- 3. I bambini eletti che muoiono durante l'infanzia vengono rigenerati e salvati da Cristo per mezzo dello Spirito il quale opera quando, dove e come vuole. Ciò rimane vero anche per tutte le persone elette che non hanno la possibilità di essere chiamate esternamente per mezzo del ministero della Parola.
- 4. Sebbene altri che non siano eletti possano essere chiamati mediante il ministero della Parola e possano sperimentare alcune azioni comuni dello Spirito, tuttavia essi non vengono mai veramente a Cristo, e quindi non possono essere salvati. Tanto meno possono essere salvate quelle persone che non abbracciano la religione cristiana, per quanto siano diligenti nell'ordinare la loro vita secondo la luce della natura e la legge della religione che professano: asserire e sostenere che lo possano è molto pernicioso e deve essere detestato.

## Obiezioni alla dottrina
Le obiezioni a questa dottrina sorgono da chi parte dal presupposto pelagiano ed umanista che l'essere umano abbia in sé stesso la capacità e la libertà di rispondere o meno alla chiamata dell'Evangelo, oppure che (Semipelagianesimo), la grazia di Dio, intervenendo per riparare ai danni del peccato ed alla debolezza umana, "aiuti" l'individuo a decidere.
La Cattolici-romani e arminiani sostengono che ogni creatura umana riceverebbe grazia sufficiente per metterla in grado, se vuole, di ubbidire all'Evangelo. Questa grazia diventerebbe efficace quando riceve la cooperazione della volontà dell'individuo, ed in ogni caso è provata essere tale solo da questo avvenimento. Bellarmino ed altri sostengono che la stessa grazia conferita a tutti è congrua con la natura morale di un uomo, ed in quel caso efficace, ed incongrua alla natura di un altro, ed in quel caso inefficace. Alcuni credono in ciò che chiamano "influenza cumulativa". Il consenso dell'anima sarebbe assicurato dall'influenza persuasiva dello spirito, resa efficace tramite ripetizione costante e lunga frequentazione.

## Termini correlati
- Calvinismo
- Redenzione
- monergismo
- Predestinazione
- Rigenerazione
- Grazia irresistibile
- Ordo salutis